# Sastanak sa smrću
Sastanak sa smrću (izdan 1938.) je kriminalistički roman Agathe Christie.

## Radnja
Na početku svog putovanju po zemljama Srednjeg istoka, Poirot slučajno načuje usputan razgovor o ubojstvu. Primjedba: “Shvaćaš, zar ne, da mora biti ubijena?”, prati ga čitavim putem, no on je smatra prilično bezopasnom – do trenutka kad se uistinu ne dogodi zločin. Između visokih crvenih stijena Petre, poput kakvog ogromnog i nadutog kipa Bude, nalazilo se tijelo gospođe Boynton. Mali trag uboda na njenom debelom, mesnatom zglobu bio je jedini znak kobne injekcije koja ju je ubila. Sa samo dvadeset i četiri sata vremena da riješi zagonetku, i sa širokim krugom potencijalnih počinitelja, Hercule Poirot se prisjeća spomenute primjedbe i zaključuje kako je gospođa Boynton, uistinu, bila najmrskija žena koju je ikada upoznao i da su mnogi priželjkivali njenu smrt...

## Ekranizacija
Prvi put je ekraniziran 1988. u filmu s Peterom Ustinovom u glavnoj ulozi.
Drugi put je ekraniziran u jedanaestoj sezoni (2008.–09.) TV serije Poirot s Davidom Suchetom u glavnoj ulozi.

## Poveznice
- Sastanak sa smrću  Arhivirana inačica izvorne stranice od 14. srpnja 2014. (Wayback Machine) na Agatha-Christie.net, najvećoj domaćoj stranici obožavatelja Agathe Christie